# Боліваріанські ігри 2017
XVIII Боліваріанські ігри (ісп. Juegos Bolivarianos) — мультиспортивні змагання, що проходили з 11 по 25 листопада 2017 року в Санта-Марті, Колумбія на стадіоні Естадіо С'єрра Невада.

## Вибір місця проведення
Сьюдад-Болівар (Венесуела) і Санта-Марта (Колумбія) були містами, які вирішили претендувати на проведення Ігор. Однак лише Санта-Марта подала офіційну кандидатуру, а потім була обрана Боліварською спортивною організацією (ODEBO) для проведення Боліварських ігор 2017 року. 

## Талісман
Талісманом цих ігор був Аджайтуке, морський їжак. Причина вибору талісмана організаторами полягає в тому, щоб передати повідомлення про захист тварин і коралових рифів.

## Змагання на іграх
У цих Боліварських іграх розігрувалось 469 комплектів медалей із 54 дисциплін у 34 видах спорту.
- Водні види спорту
  -  Стрибки у воду (докладніше)
  -  Плавання у відкритій воді (докладніше)
  -  Плавання (докладніше)
  -  Артистичне плавання (докладніше)
  -  Водне поло (докладніше)
- Стрільба з лука (докладніше)
- Легка атлетика (докладніше)
- Бадмінтон (докладніше)
- Бейсбол (докладніше)
- Баскетбол (докладніше)
- Боулінг (докладніше)
- Бокс (докладніше)
- Веслування на каное (докладніше)
- Велосипедний спорт (докладніше)
  -   Велосипедний мотокрос
  -   Маунтенбайк
  -   Шосейний велоспорт
  -   Велоспорт на треку
- Верхова їзда (докладніше)
- Фехтування (докладніше)
- Футбол (докладніше)
- Футзал (докладніше)
- Гольф (докладніше)
- Гімнастика
  -   Спортивна гімнастика (докладніше)
  -   Художня гімнастика (докладніше)
  -   Стрибки на батуті (докладніше)
- Гандбол (докладніше)
- Дзюдо (докладніше)
- Карате (докладніше)
- Ракетбол  (докладніше)
- Роллер-спорт (докладніше)
- Академічне веслування (докладніше)
- Регбі-7 (докладніше)
- Вітрильний спорт (докладніше)
- Стрілецький спорт (докладніше)
- Софтбол (докладніше)
- Сквош (докладніше)
- Настільний теніс (докладніше)
- Тхеквондо (докладніше)
- Теніс (докладніше)
- Тріатлон (докладніше)
- Волейбол
  -  Пляжний волейбол (докладніше)
  -  Волейбол (докладніше)
- Водні лижі (докладніше)
- Важка атлетика (докладніше)
- Боротьба (докладніше)

## Таблиця медалей
Підсумкова таблиця медалей:
  *   Країна-господарка ( Колумбія)
| Місце               | Країна                         | Золото | Срібло | Бронза | Загалом |
| ------------------- | ------------------------------ | ------ | ------ | ------ | ------- |
| 1                   | Колумбія (COL)*                | 213    | 136    | 111    | 460     |
| 2                   | Венесуела (VEN)                | 94     | 95     | 103    | 292     |
| 3                   | Чилі (CHI)                     | 43     | 40     | 71     | 154     |
| 4                   | Еквадор (ECU)                  | 32     | 73     | 88     | 193     |
| 5                   | Перу (PER)                     | 32     | 53     | 69     | 154     |
| 6                   | Гватемала (GUA)                | 20     | 22     | 30     | 72      |
| 7                   | Домініканська Республіка (DOM) | 18     | 16     | 34     | 68      |
| 8                   | Парагвай (PAR)                 | 7      | 10     | 13     | 30      |
| 9                   | Болівія (BOL)                  | 5      | 10     | 17     | 32      |
| 10                  | Сальвадор (ESA)                | 3      | 6      | 6      | 15      |
| 11                  | Панама (PAN)                   | 2      | 7      | 19     | 28      |
| Загалом (11 збірна) | Загалом (11 збірна)            | 469    | 468    | 561    | 1498    |